# Александър (окръг, Илинойс)
Окръг Александър (на английски: Alexander County произнася се Алегзандър) е окръг в щата Илинойс, Съединени американски щати. Площта му е 655 km², а населението - 9590 души (2000). Административен център е град Кайро.